# Paul Marque
Paul Marque, né le 12 avril 1997 à Dax, est un danseur de ballet classique français. 
Il est danseur étoile de l’Opéra de Paris depuis décembre 2020.

## Biographie
Paul Marque naît le 12 avril 1997 à Dax. Ses parents et son cousin germain sont radiologues, Il a une sœur et deux frères.
Il débute la danse jazz à l’âge de quatre ans au studio On Stage à Dax, dirigé par Laetitia Michel, et s'initie à la danse classique deux ans plus tard dans le même studio de danse. Tout de suite passionné, il suit également des cours de danse classique aux côtés de Marie Roubillard Sieze au studio Corps et Graphies, dirigé par Christine Lambert, et Axelle Barrau au Conservatoire de Musique et de Danse de Dax. Quelques années plus tard, lors d’un stage à Biarritz, il fait la rencontre de Nicole Cavalin, ancienne danseuse et professeure à l'École de danse de l'Opéra national de Paris, qui l'encourage à passer le concours d'entrée dans cette école.
En janvier 2008, il entre à l’École de danse de l’Opéra de Paris, alors dirigée par Élisabeth Platel, à l'âge de dix ans, et suit tout le cursus scolaire et artistique pendant six ans et demi. Il prend part aux différentes productions de l'École de danse, notamment « Les démonstrations », « Les spectacles de l'École de danse », et également quelques ballets de la compagnie comme Casse-Noisette ou La Bayadère. 
À la suite du concours d'entrée dans le corps de ballet, il intègre la compagnie en 2014 à l'âge de dix-sept ans. Il participe aux grands ballets classiques du répertoire et également aux créations contemporaines, telles que Le Chant de la terre de John Neumeier.
En 2016, à l'âge de dix-huit ans, il est promu coryphée en interprétant la variation du prince Siegfried dans Le Lac des cygnes (acte III) de Rudolf Noureev. Il se voit alors confier des rôles de demi-solistes, tel le pas de deux des paysans dans Giselle, de Jean Coralli et Jules Perrot. La même année, il gagne la médaille d’or au concours international de ballet de Varna.
En 2017, il est promu sujet en interprétant la variation de l'acte III de Marco Spada de Pierre Lacotte. Il continue alors d'interpréter de nombreux rôles de soliste, comme Obéron dans Le Songe d'une nuit d'été de George Balanchine, le pas de deux des Écossais dans La Sylphide de Pierre Lacotte, ou encore le rôle de Basilio dans Don Quichotte de Rudolf Noureev. Il obtient la même année le prix « Espoir de la danse » de l’association pour le rayonnement de l'Opéra national de Paris.
En 2018, il devient premier danseur. Il n'interprète alors plus que des rôles solistes, tels que Lensky dans Onéguine de John Cranko, Suite of dances et Fancy Free de Jerome Robbins, ou encore Siegfried dans Le Lac des cygnes de Rudolf Noureev.

### Étoile de l’Opéra de Paris

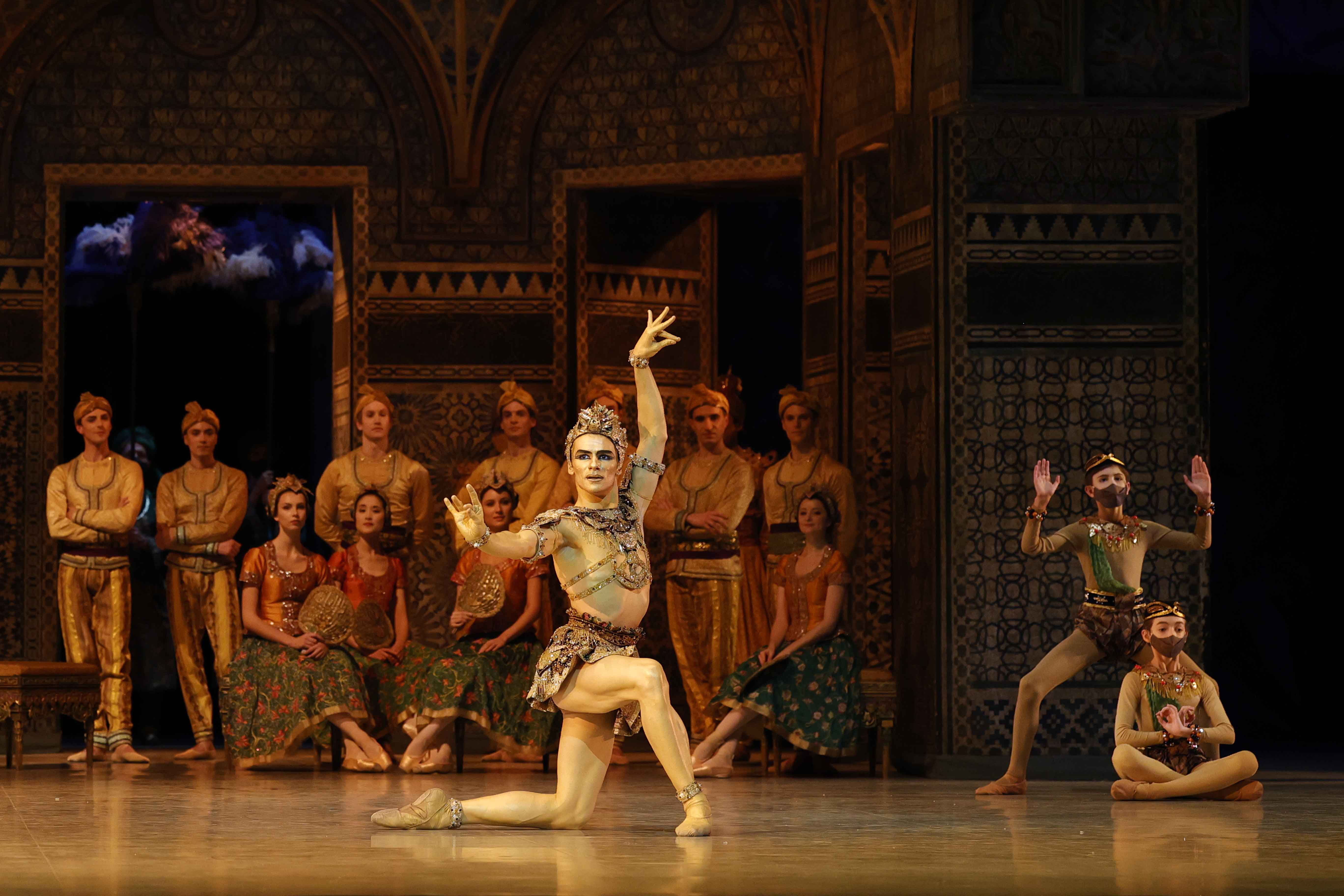
Paul Marque dans l'Idole Dorée.

Le 13 décembre 2020, à 23 ans, Paul Marque est nommé danseur étoile du ballet de l'Opéra national de Paris, par Alexander Neef, directeur général de l'Opéra de Paris, sur proposition d'Aurélie Dupont, directrice de la danse, à l’issue d’une représentation de La Bayadère dans la production de Rudolf Noureev, alors qu’il interprétait le rôle de l’Idole Dorée.
Cette nomination atypique — en raison de la fermeture au public de l’Opéra Bastille à cause de la pandémie de Covid-19 — a eu lieu face à une salle déserte, mais devant 10 000 spectateurs, au cours d’une retransmission télévisée sur la plateforme de streaming « L’Opéra chez soi » inaugurée quelques jours auparavant.

### Répertoire
Depuis qu’il est entré à l’Opéra de Paris, Paul Marque a dansé dans de nombreuses productions, notamment Cendrillon, Le Lac des cygnes, Onéguine, Giselle, La Sylphide, Casse Noisette, Don Quichotte ou encore La Bayadère. Il a également participé à trois créations : Blake Works de William Forsythe en 2016, Undoing world de Bruno Bouché en 2017, et Dogs sleep de Marco Goecke en 2019. 
Il a participé aux entrées au répertoire de Songe d’une nuit d’été de George Balanchine en 2017, de deux chorégraphies de Jerome Robbins : Les Variations Goldberg en 2016 et Fancy Free en 2018, et également de Dante Project, de Wayne McGregor en 2023.
De plus, en 2021, il a incarné Roméo dans le ballet Roméo et Juliette (de Rudolf Noureev), production notable par l'Opéra de Paris, en tandem avec Sae Eun Park (Juliette) qui est nommée danseuse étoile à l'issue de leur première représentation le 10 juin 2021. C’était également son premier spectacle en tant que danseur étoile.

### Tournées
Paul Marque danse également hors des murs de l'Opéra de Paris, lors de tournées officielles, ou à l'occasion de galas internationaux. Il est beaucoup apprécié en Asie ou il part régulièrement, à Singapour, Shanghai, Tokyo ou encore Séoul. Il se produit également en Europe (France, Allemagne, Espagne, Grèce, Suisse, Italie, Ukraine, Angleterre), ou encore aux États-Unis. 

#### Liste des ballets
- Aunis, de Jacques Garnier
- Le Chant de la terre, de John Neumeier
- La Fille mal gardée, de Frederick Ashton - Colas
- La Bayadère, de Rudolf Noureev - L'idole Dorée, Solor
- Variations Golddberg, de George Balanchine - second trio
- Roméo et Juliette, de Rudolf Noureev - Roméo, Benvolio
- Giselle, de Jean Coralli et Jules Perrot - Albrecht, Pas de deux des paysans
- Blake Works I, de William Forsythe
- Violin Concerto, de George Balanchine - second Aria
- Le Lac des cygnes, de Rudolf Noureev - Siegfried, Soliste Napolitain, Pas de trois
- Le Songe d'une nuit d'été, de George Balanchine - Obéron
- La Sylphide, de Pierre Lacotte - Pas de deux des écossais
- Joyaux de George Balanchine, - Soliste Rubis, Pas de trois Émeraude
- Agon, George Balanchine - 1er trio, 2e trio
- Don Quichotte, de Rudolf Noureev - Basilio, chef des gitans
- Onéguine, de John Cranko - Lenksy
- Suite of dances, de Jerome Robbins
- Fancy Free, de Jerome Robbins
- Cendrillon, de Rudolf Noureev - Le professeur de danse
- La Dame aux camélias, de John Neumeier - Gaston Rieux
- Concerto Barocco, de George Balanchine
- Les Quatre Tempéraments, de George Balanchine - Mélancolique
- Casse-Noisette, de Rudolf Noureev
- The vertiginious thrill of exactituded, de William Forsythe
- In the Night, de Jerome Robbins - 1er pas de deux
- Mayerling, de Kenneth MacMillan - Prince Rudolf
- Étude, de Harald Lander
- Dante Project, de Wayne McGregor - Dante
- L’histoire de Manon, de Kenneth MacMillan - Des Grieux
- Casse-Noisette, de Rudolf Noureev - Drosselmeyer/Le Prince
- Paquita, de Pierre Lacotte - Lucien
- Sylvia, de Manuel Legris - Aminta